# Culture de Koban
Pour les articles homonymes, voir Koban (homonymie).
Subdivisions
1100 à 400 av. J.-C.
Objets typiques
Artefacts et armes en bronze ; kourganes
La culture de Koban est une culture archéologique de l'âge du bronze final et des débuts de l'âge du fer, dans le Caucase russe et dans l'actuel Ossétie du Sud (Géorgie). Elle est précédée par la culture colchidienne de la Géorgie occidentale et par la culture Kharatchoi plus à l'est[évasif]. La culture de Koban apparait vers 1 100 av. J.-C. et s'achève aux alentours de 400 av. J.-C.
Elle est nommée d'après le village de Koban (ru), en Ossétie du Nord où, en 1869, divers objets, haches, dagues, objets décoratifs et autres, ont été découverts au sein d'un kourgane. D'autres sites ont par la suite été découverts dans le centre du Caucase.

## Chronologie et périodisation
Les premières découvertes sont faites en 1869 par des Ossètes. Des archéologues russes alertés entreprennent des fouilles dans les années 1870. Ils font appel vers 1880 à un collègue français, Ernest Chantre. Celui-ci amasse un ensemble de plusieurs milliers d'objets qu'il ramène en France et au sujet duquel il fait une communication en 1883. Il donne ou vend sa collection à trois musées : le Musée d'Archéologie nationale à Saint-Germain-en-Laye, le musée des Confluences à Lyon, et le musée savoisien à Chambéry. Outre des bijoux, des fibules, des plaques en métal que les Scythes cousaient dans leurs vêtements, on y trouve des haches de bronze à usage ornemental, entièrement gravées de motifs géométriques et d'animaux.
En 1996, l'archéologue russe Valentina Kozenkova, en s'appuyant sur les travaux d'Evgeni Kroupnov, lequel a mené des fouilles dans la nécropole de Koban, subdivise la culture de Koban en quatre phases, comprises entre les XIVe et IVe siècles av. J.-C. Kozenkova établit la périodisation suivante :
- La première période, le Proto-kobanien, phase qui s'étend du XIVe  jusqu'au  XIIe siècle av. J.-C. ;
- La seconde période, le Kobanien ancien, phase qui se développe entre le XIIe  et le  Xe siècle av. J.-C. ;
- La troisième période, dite « période classique », phase qui s'étend du Xe  jusqu'au  VIIe siècle av. J.-C. ;
- La quatrième période, phase qui s'étale entre le VIIe  et le  IVe siècle av. J.-C. et qui correspond à l'« influence » culturelle scythe dans la partie nord du Caucase (région de Ciscaucasie)[1].

## Paléogénétique
Les individus étudiés de la culture de Koban  sont proches génétiquement des anciens individus des cultures de l'Âge du Bronze de Kouro-Araxe et de Maïkop. Ils présentent un profil génétique similaire aux anciens Alains, et comparativement aux cultures de l'Âge du Bronze du Caucase, montrent une influence venue des nomades de la steppe.

## Objets des tombes de Koban

Objets provenant de la nécropole de Koban, musée d'archéologie nationale.
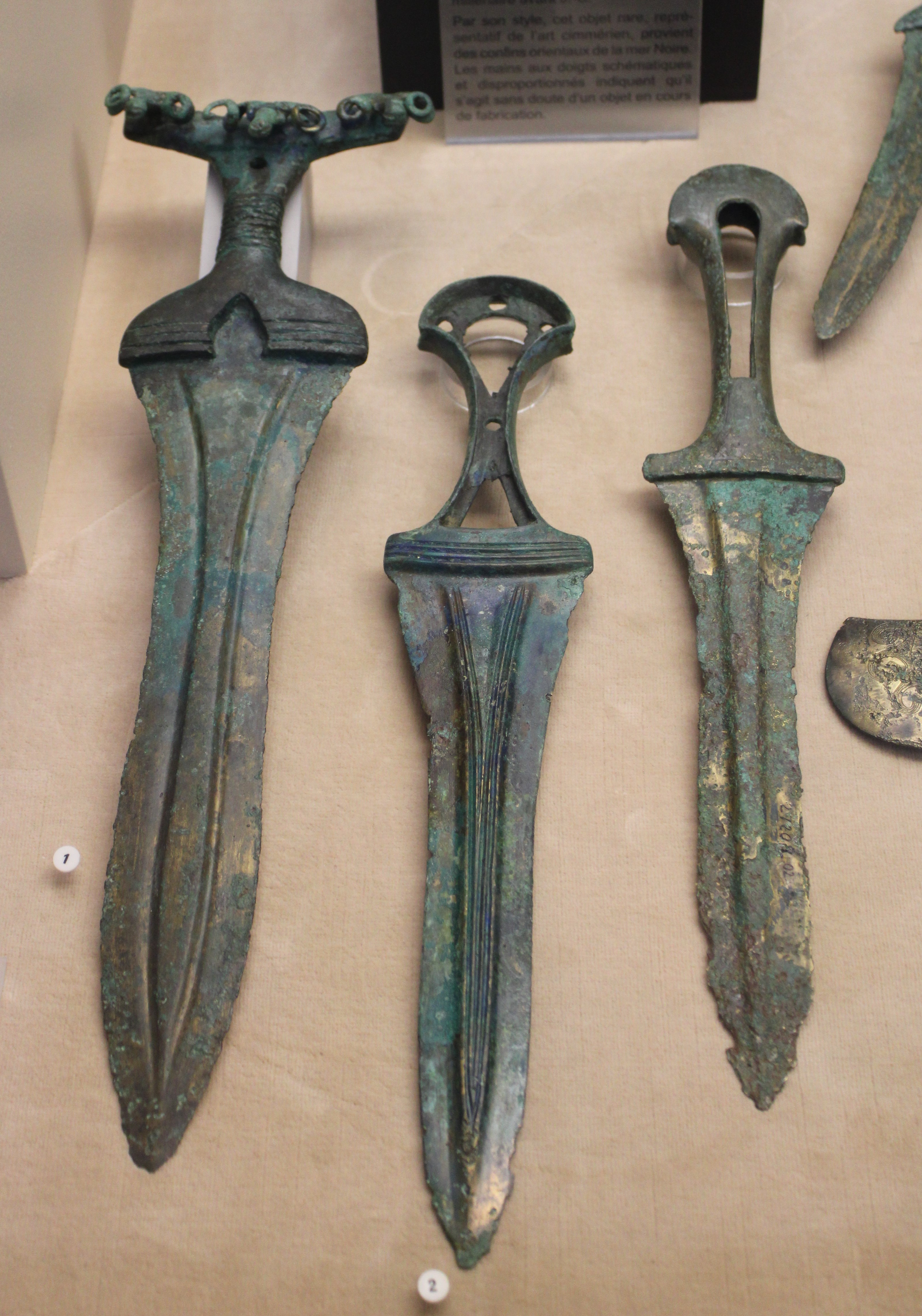
Poignards en bronze.
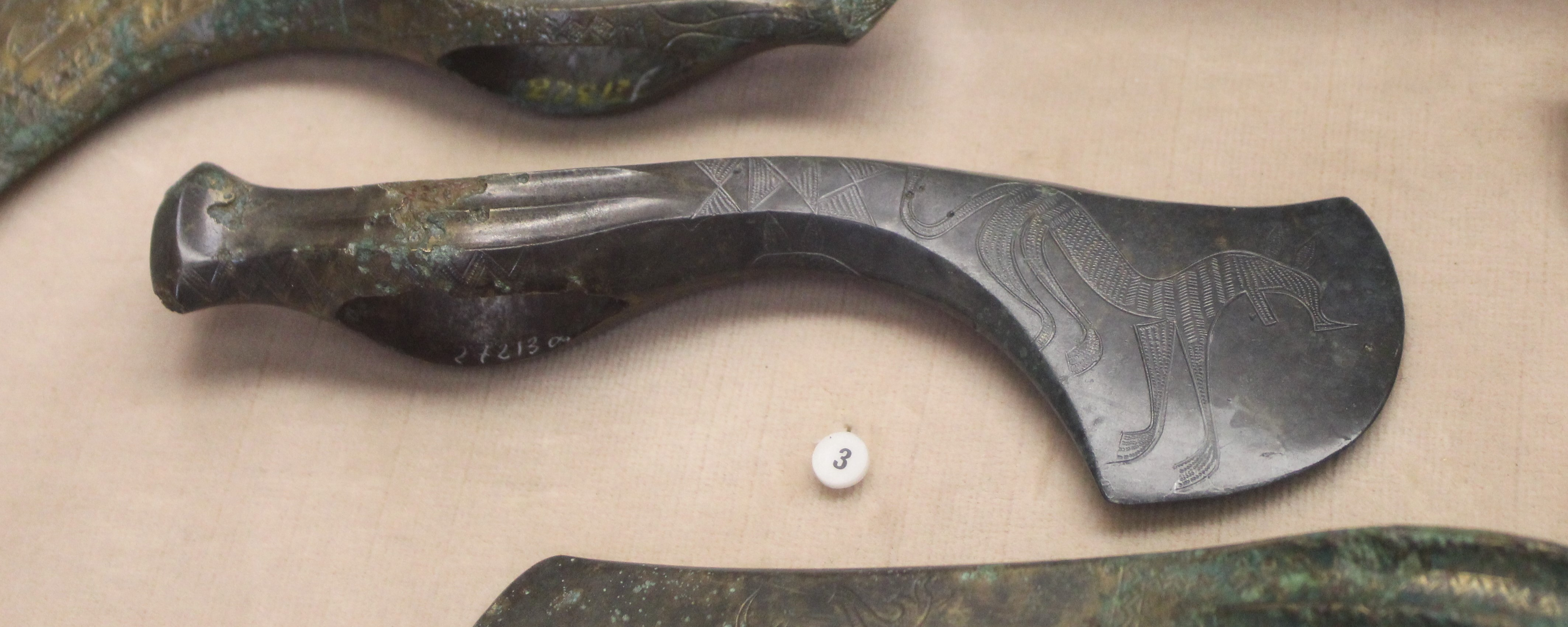
Lame de hache en bronze à décor géométrique et zoomorphe.
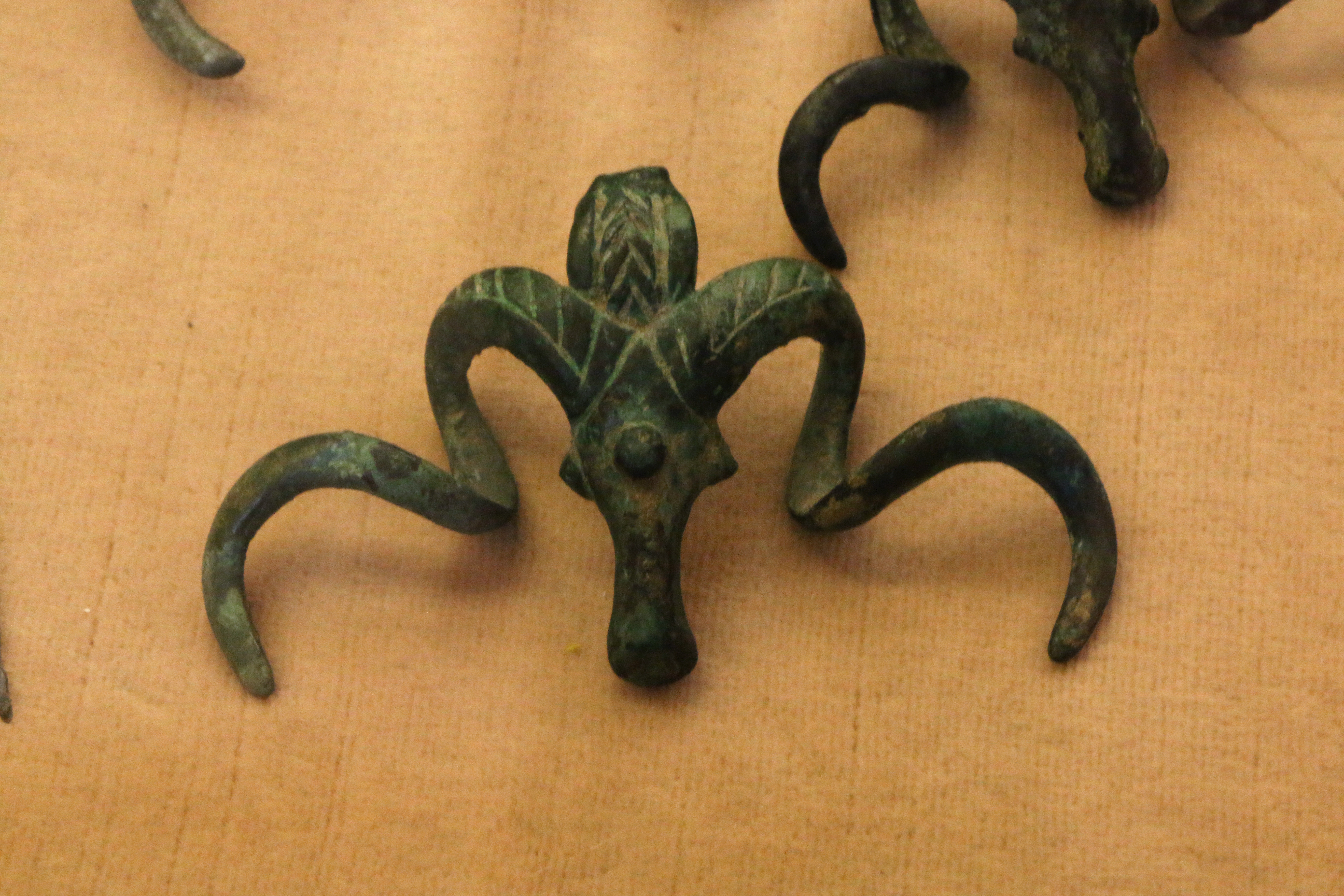
Pendeloque en bronze en forme de tête de mouflon.
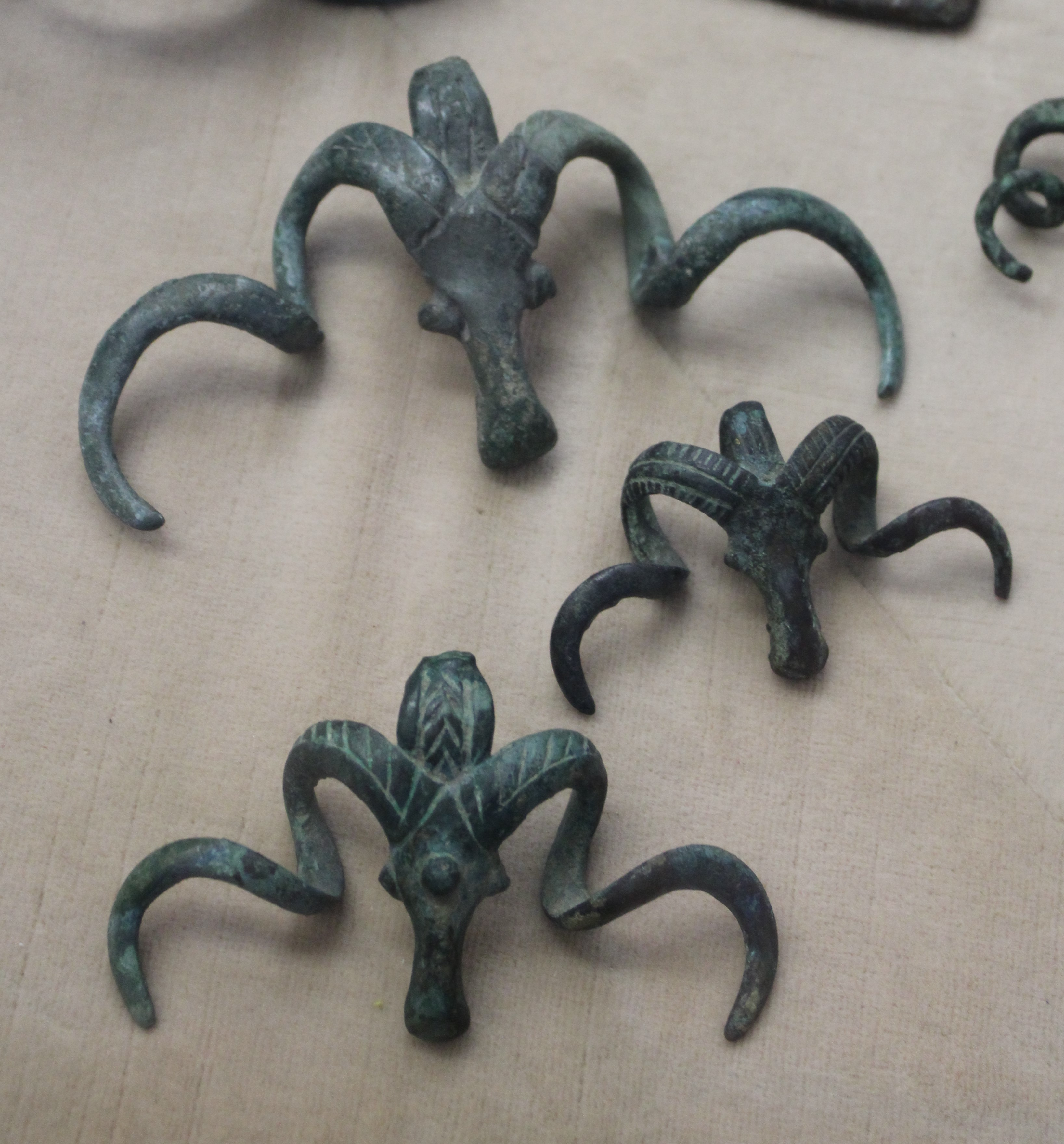
Pendeloques en bronze en forme de tête de mouflon.
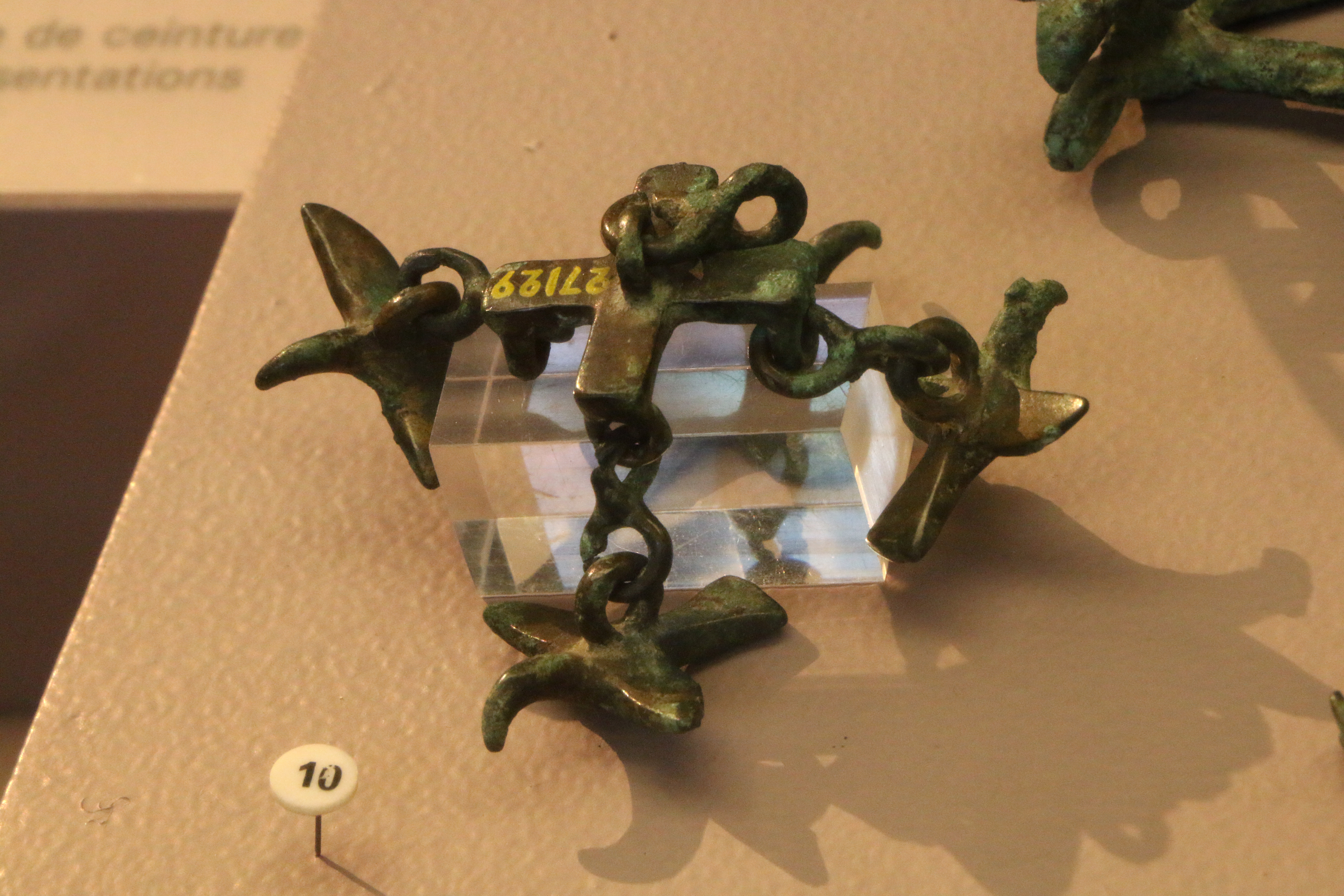
Pendeloques en forme d'oiseaux.
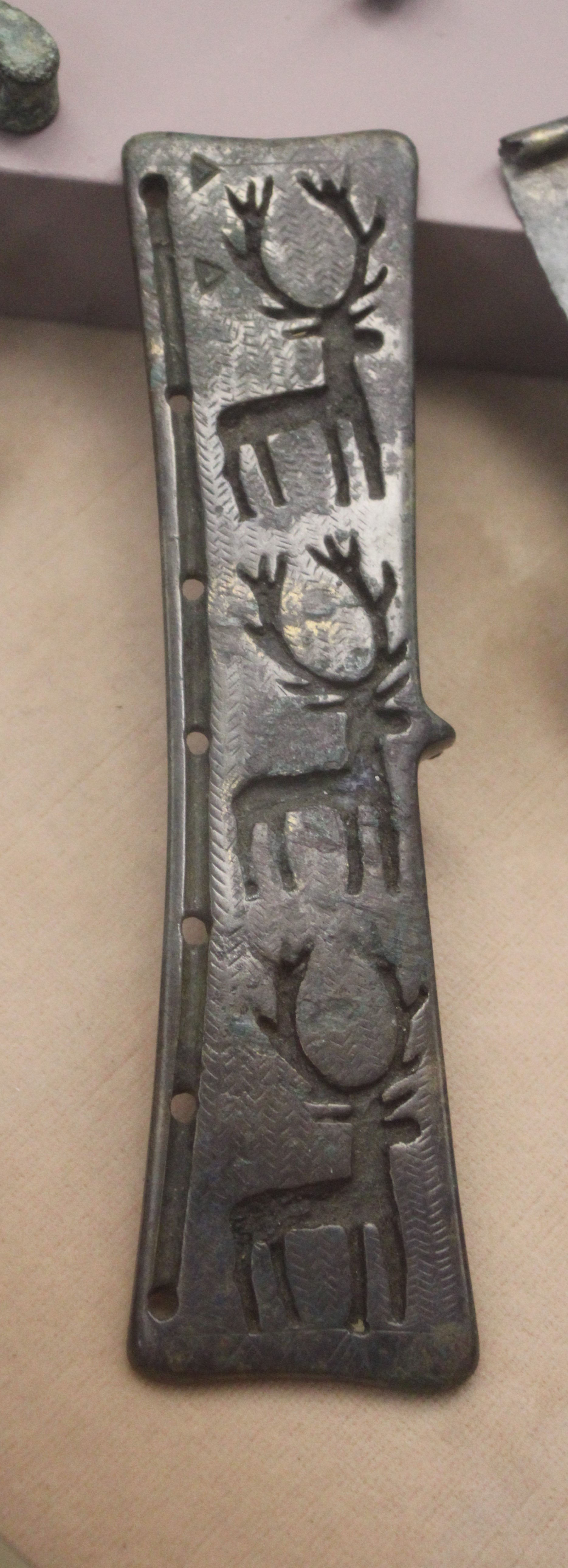
Plaque, agrafe de ceinture, ornée de motifs de cerfs.
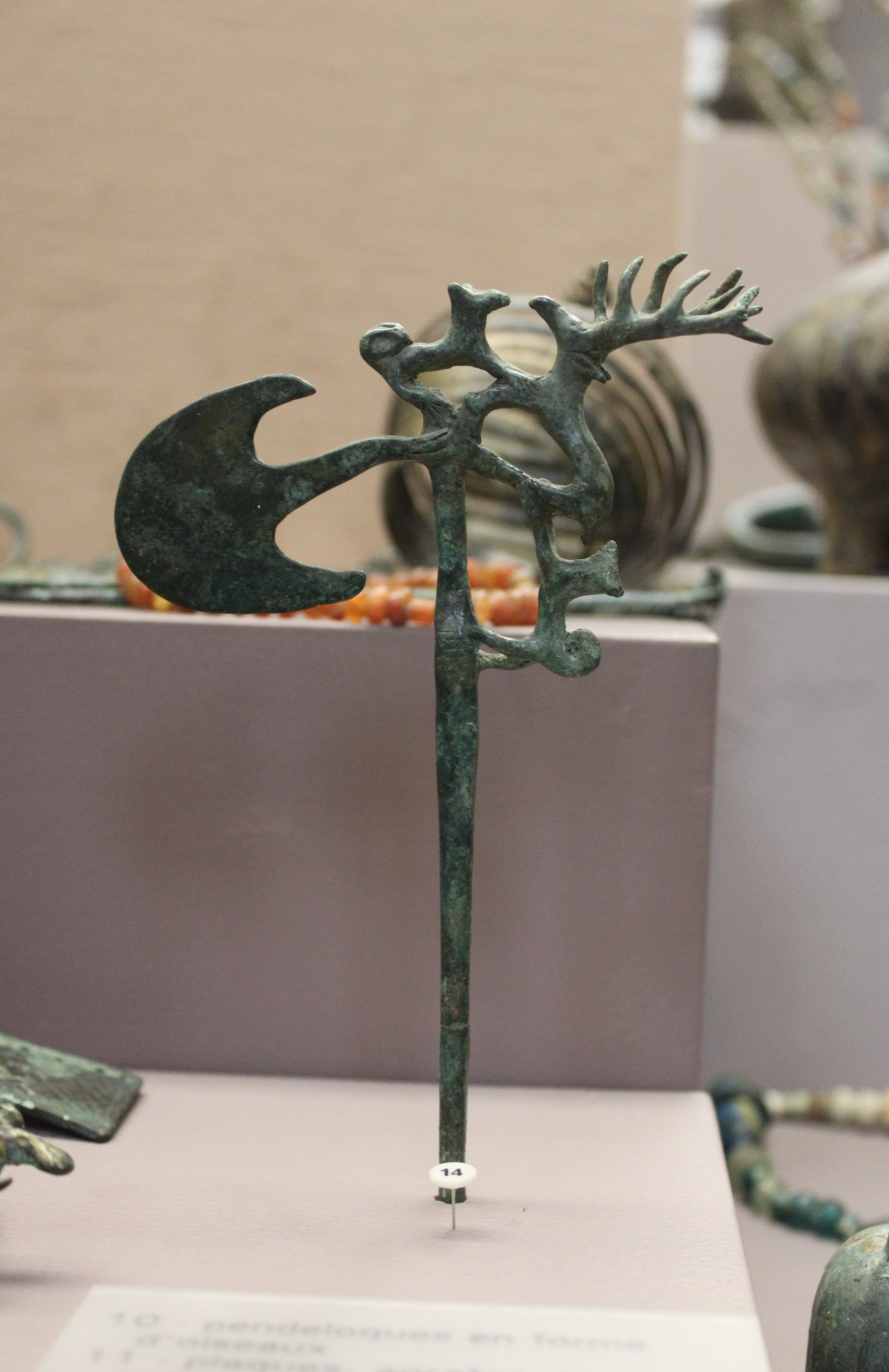
Épingle en bronze représentant une scène de chasse au cerf.
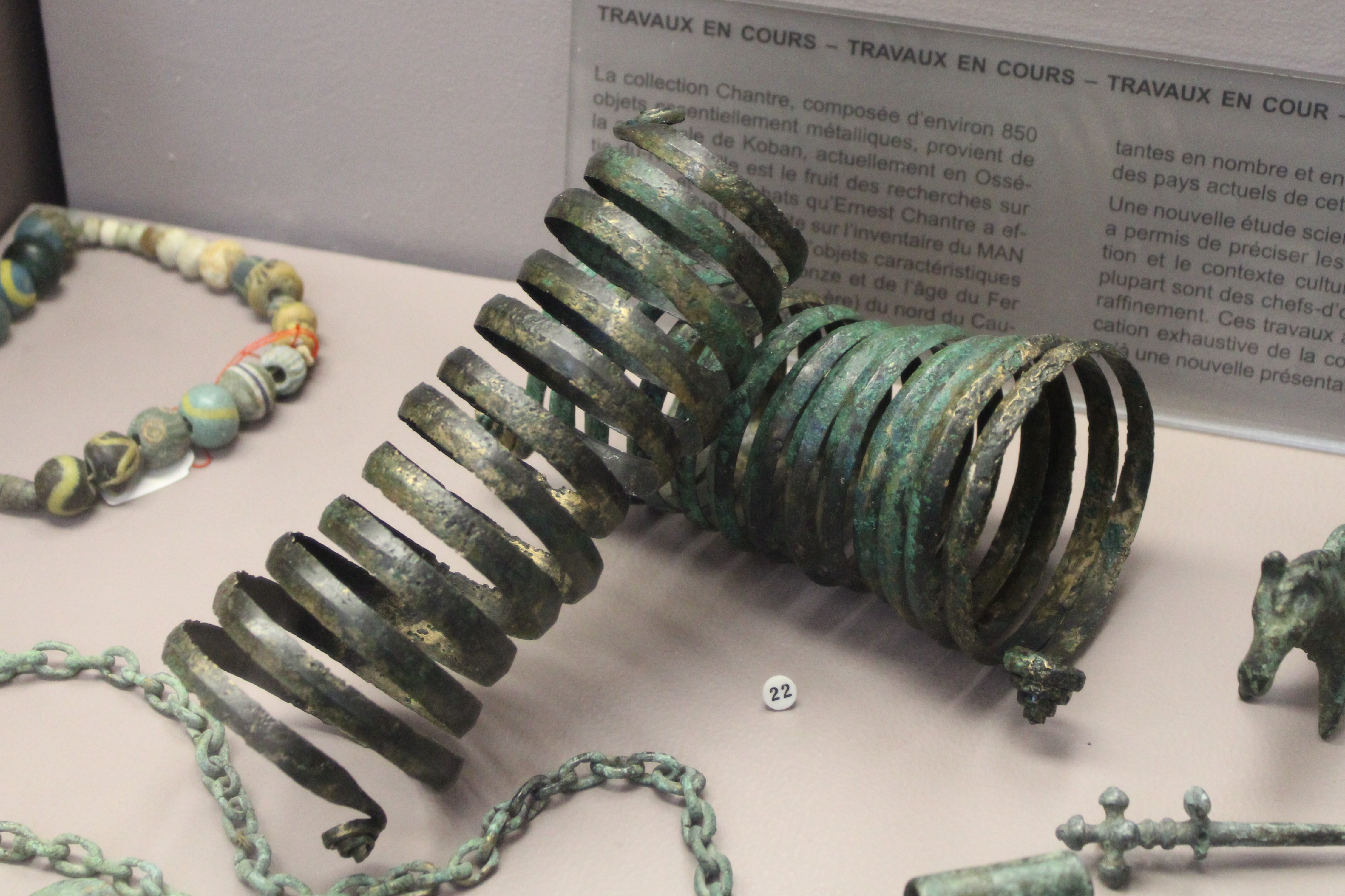
Brassards en bronze à lamelle enroulée.